# Hiodontiformes
Hiodontiformes è un ordine di pesci ossei a pinne raggiate (Actinopterygii), comprendente le due specie viventi della famiglia Hiodontidae (comunemente note come occhi di luna o mooneye) e alcuni generi estinti.
Tradizionalmente, gli Hiodontiformes sono stati classificati all'interno dell'ordine Osteoglossiformes, una collocazione seguita ancora da alcune autorità tassonomiche. Tuttavia, studi sui fossili del genere estinto Yanbiania suggeriscono che gli hiodontidi si siano separati precocemente dagli altri osteoglossomorfi, giustificando potenzialmente il riconoscimento di un ordine distinto.

## Tassonomia
- Ordine Hiodontiformes McAllister 1968 sensu Taverne 1979
  - Genere †Chetungichthys Chang & Chou 1977
    - †Chetungichthys brevicephalus Chang & Chou 1977
    - †Chetungichthys dalinghensis Su 1991

  - Genere †Yanbiania Li 1987
    - †Yanbiania wangqingica Li 1987

  - Genere †Plesiolycoptera Zhang & Zhou 1976
    - †Plesiolycoptera daqingensis Zhang & Zhou 1976
    - †Plesiolycoptera parvus ((Sytchevskaya, 1986) (syn Eohiodon (Gobihiodon) parvus Sytchevskaya, 1986)

  - Genere †Kokuraichthys Yoshitaka 2013 ?
    - †Kokuraichthys tokuriki Yoshitaka 2013 ?

  - Famiglia Hiodontidae (mooneyes) Valenciennes 1846 sensu stricto
    - Genere Hiodon Lesueur 1818 [(syn: Amphiodon Rafinesque 1819 non Huber 1909; Hiodon (Amphiodon) (Rafinesque 1819); Hiodon (Clodalus) Rafinesque 1820; Clodalus (Rafinesque 1820); Hiodon (Elattonistius) Gill & Jordan ex Jordan 1877; Elattonistius (Gill & Jordan ex Jordan 1877); Glossodon Rafinesque 1818 non Heckel 1843; Eohiodon Cavender 1966)
      - Hiodon alosoides (goldeye) (Rafinesque 1819)
      - †Hiodon consteniorum Li & Wilson 1994
      - †Hiodon falcatus (Grande, 1979) (syn Eohiodon falcatus (Grande, 1979))
      - †Hiodon rosei (Hussakof 1916) (syn Eohiodon rosei (Hussakof 1916); Leucisus rosei Hussakof, 1916)
      - Hiodon tergisus (mooneye) Lesueur 1818
      - †Hiodon woodruffi Wilson, 1978
      - †Hiodon shuyangensis Shen 1989 (nomen dubium, forse un esemplare immaturo di Phareodus)